# Шеин, Анатолий Борисович
Анато́лий Бори́сович Ше́ин (14 мая 1956, Молотов) — советский и российский химик, доктор химических наук, профессор, заведующий кафедрой физической химии (с 2000), декан химического факультета (2003-2013) Пермского университета, член-корреспондент Российской академии естествознания. Разработчик новых функциональных электродных материалов и электрохимических технологий, соавтор нескольких советских и российских изобретений.

## Биография
В 1978 году окончил с отличием химический факультет Пермского университета. Ученик профессоров В. В. Кузнецова и Г. В. Халдеева.
С 1979 года — младший научный сотрудник лаборатории электрохимии ЕНИ при Пермском университете, одновременно поступил в заочную аспирантуру по кафедре физической химии ПГУ.
В 1984 году защитил кандидатскую диссертацию на тему «Коррозионно-электрохимическое поведение упругодеформируемых металлов и сплавов в ингибированных электролитах» в Воронежском государственном университете.
С 1987 года — заведующий и научный руководитель лаборатории электрохимии ЕНИ. В 1989 году решением ВАК выдан аттестат старшего научного сотрудника.
В 1996—1999 годах обучался в докторантуре по кафедре физической химии ПГУ, в мае 1999 года защитил докторскую диссертацию на тему «Коррозионно-электрохимическое поведение силицидов и германидов металлов подгруппы железа».
С 2000 года — заведующий кафедрой физической химии Пермского университета, с 2003 по 2013 год — декан химического факультета Пермского университета. На выборах ректора Пермского университета в 2010 году стал ближайшим конкурентом И. Ю. Макарихина.
В 1988 году прошёл научную стажировку в Дрезденском техническом университете (Германия), а в 1994 году — в Манчестерском университете (Англия); в 2000-х годах — в Оксфордском университете и университете г. Рединг (Англия).
Сын Роман — программист.

## Научно-образовательная деятельность
Читал и читает на химическом факультете Пермского университета лекционные курсы «Современные проблемы физической химии», «Химия поверхностей раздела фаз», «Структурная коррозия», «Ингибиторы коррозии», «Коррозия и защита металлов», «Теория коррозионных процессов», «Электронная микроскопия», «Физические методы исследования».
Научный руководитель научного направления (Пермский университет): «Кинетика и механизм поверхностных процессов на межфазных границах металлических и неметаллических материалов с конденсированными и неконденсированными средами. Разработка новых функциональных электродных материалов и электрохимических технологий».
Член Ученого совета Пермского университета, член научно-технического совета ЕНИ, заместитель председателя докторского диссертационного совета по химическим наукам.
Имеет 14 патентов и авторских свидетельств СССР и России.

## Патенты
- А.с. 1080389. Ингибитор отложения минеральных солей.// Шеин А. Б. и др.
- А.с. 1226817. Хлорид триметиламиноацетогидразона 2-ацетил-3-метил-5- фенилтиофена как ингибитор кислотной коррозии стали. // Шеин А. Б. и др.
- А.с. 1243318. Диметил(арилселенометил) сульфоний иодиды как ингибиторы кислотной коррозии стали. // Шеин А. Б. и др.
- А.с.1382042. 2-(циклогексен-4-ил) бензимидазол как ингибитор кислотной коррозии сталей.// Шеин А. Б. и др.
- А.с. 1432989. Хлорид триметиламиноацетогидразона 1,5 диметил-2-фенил-4-пиразолин-3-он-4-карбальдегида как ингибитор кислотной коррозии стали. // Шеин А. Б. и др.
- А.с. 1446881. Метилдиэтил (4-хлорфенилселенометил) аммоний иодид как ингибитор кислотной коррозии стали. // Шеин А. Б. и др.
- А.с. 1489138. Диэтиламино(арилселено)метаны в качестве промежуточных продуктов для синтеза их гидрохлоридов и иодметилатов, являющихся ингибиторами кислотной коррозии стали. // Шеин А. Б. и др.
- А.с. 1584331. Производные 4- диметиламинофенилтиометана в качестве промежуточных продуктов для синтеза их иодметилатов, являющихся ингибиторами кислотной коррозии стали.// Шеин А. Б. и др.
- А.с. 1584330. Производные 4-триметиламинофенилтиометана как ингибиторы кислотной коррозии стали. // Шеин А. Б. и др.
- А.с. 1692131. Производные ди(1-гексил-5-гидрокси-3-метил-4-пиразолил) метана как ингибиторы кислотной коррозии стали. // Шеин А. Б. и др.
- Патент RU N 2032666. Алкокси(арилтеллуро) метаны в качестве промежуточных продуктов в синтезе диметиларилтеллуроний иодидов — ингибиторов коррозии стали в соляной кислоте //Шеин А. Б. и др.
- Патент RU N 2032665. Ди(4-диметиламинофенил)
- дителлурид в качестве промежуточного продукта в синтезе его дииодметилата, являющегося ингибитором кислотной коррозии стали // Шеин А. Б. и др.
- Патент RU N 2030400. Диметиларилтеллуроний иодиды как ингибиторы коррозии стали в соляной кислоте // Шеин А. Б. и др.
- Патент RU N 2059018. Дииодметилат ди(4-диметиламинофенил) дителлурида как ингибитор коррозии стали в соляной кислоте // Шеин А. Б. и др.

## Научные работы
Основные работы посвящены исследованию коррозионно-электрохимического поведения новых электродных материалов, изучению процессов коррозии под напряжением, разработке высокоэффективных ингибиторов коррозии металлов и сплавов.
Опубликовал более 470 работ, в том числе более 150 статей в центральной печати, более десяти статей за рубежом. РИНЦ на www.elibrary.ru — 196. Монографий — 3. Учебных пособий — 10.
Полный список работ А. Б. Шеина на сайте Пермского университета.

### Учебно-методические материалы и пособия
- Шерстобитова И. Н., Шеин А. Б. Практические работы по физической химии. Химическая термодинамика. Химическая кинетика. Методические указания к выполнению лабораторных работ по физической химии. Пермь, Изд. Пермского ун-та, 2004. — 74 с.
- Шеин А. Б. Спектроскопические методы анализа поверхности твердых тел (теория). Учеб.-метод. пособие. Пермь, изд. Пермского ун-та, 2007.- 36 с.
- Шеин А. Б., Виноградова М. А. Термодинамика получения и различных видов обработки материалов (теоретические основы). Учебное пособие, Пермь, Изд. Пермского ун-та, 2007, 239 с.
- Шеин А. Б., Виноградова М. А. Физическая химия: курс лекций. Ч.1: Термодинамика, химическая термодинамика, основы теории растворов. Пермь: Изд-во Пермского ун-та, 2008.-255 с.
- Шеин А. Б. Физические методы исследований (металлография, электронная микроскопия, электронная спектроскопия). Учебное пособие. Пермь, Перм. Гос. Ун-т. 2008.- 108 с.
- Кичигин В. И., Шерстобитова И. Н., Шеин А. Б. Импеданс электрохимических и коррозионных систем. Учеб. пособие. Пермский гос. Ун-т, 2009. 239 с.
- Шеин А. Б., Виноградова М. А. Физическая химия: курс лекций. Ч.2: Химическая кинетика, электрохимия. Пермь: Изд-во Пермского ун-та, 2010.-404 с.
- Ракитянская И. Л., Горбатовский А. А., Шеин А. Б. Основы химической термодинамики: учеб. Пособие для студентов, изучающих физич. химию на англ. языке. Пермь, изд. Пермского гос. нац. иссл. ун-та. 2013.- 90 с.
- Шеин А. Б. Физические методы исследований (металлография, электронная микроскопия, электронная спектроскопия) : учеб. пособие / авт.-сост. А. Б. Шеин; Перм. гос. ун-т. — 2-е изд. — Электрон. дан. — Пермь, 2014. — 4 Мб.
- Виноградова М. А., Шеин А. Б. Физическая химия. Материалы для подготовки к государственному экзамену и вступительному экзамену в магистратуру по направлению «Химия»: учеб. пособие / М. А. Виноградова, А. Б. Шеин; Перм. гос. нац. исслед. ун-т. — Пермь, 2014. — 116 с.

### Монографии
- Шеин А. Б. Электрохимия силицидов и германидов переходных металлов: монография. Пермь, изд-во Пермского гос. Ун-та, 2009.- 269 с.[7]
- Дёгтев М. И., Аликина Е. Н., Шеин А. Б. Охрана окружающей среды: монография. Пермь: Изд. Пермского ун-та, 2007.- 90 с.
- Замалетдинов И. И., Шеин А. Б., Кичигин В. И. Локальная коррозия литейных и порошковых сталей: монография. Перм. гос. нац. исслед. ун-т.- Пермь, 2015.- 158 с.

### Избранные публикации
- Shein A. B. Korrosion und Wasserstoffversprodung von verformten Stahl mit hohem Kohlenstoffgehalt und Wirksamkeit des Inhibitorschutzes // Korrosion (DDR). 1988. Bd.19, N3.S.130-140.
- Shein A. B. Elektrochemisches Verhalten von Metallsiliciden in Schwefelsaure. Cobaltmonosilicid//Korrosion(DDR).1988.Bd.19,N4.S.171-184.
- Ворх Х., Форкер В., Шеин А. Б. О влиянии структуры поверхности на механизм активного растворения железа // Защита металлов. 1990. Т.26,№ 5. С. 766—777.
- Shein A. B., Aitov R. G. Electrochemical behaviour of eutectic metal-germanium alloys in sulphuric acid // Electrochim.Acta. 1991. Vol.36, N 8. P. 1247—1251.
- Шеин А. Б. Коррозионно-электрохимическое поведение силицидов и германидов металлов подгруппы железа. Автореферат докторской диссертации. Пермь, 1999.
- Шеин А. Б., Канаева О. В. Анодное растворение силицидов кобальта в растворе серной кислоты // Электрохимия. 2000. Т.36, № 9. С.1155-1159.
- Shein A. B., Kichigin V. I. Adsorption and inhibitive action of sulphonium, selenonium and telluronium salts on iron in acids // Proceedings of 9 thEuropean Symposium on Corrosion Inhibitors, 4th-8th Sept. 2000, Ferrara. 2000. P.811-821.
- Шеин А. Б., Зубова Е. Н. Электрохимическое поведение силицидов марганца в растворе серной кислоты // Защита металлов. 2005. Т. 41, № 3. С. 258—266.
- Шеин А. Б., Поврозник В. С. Катодное выделение водорода на силицидах металлов группы железа в кислых электролитах различного состава // Вестник Удмуртского университета. № 8. 2005.
- Шеин А. Б., Ракитянская И. Л., Ломаева С. Ф. Анодное растворение силицидов железа в щелочном электролите // Защита металлов. 2007. Т. 43, № 1. С. 59-63.
- Шеин А. Б., Иванова О. С., Минх Р. Н. Влияние анионов на анодное растворение силицида никеля в сернокислых электролитах // Защита металлов. 2008. Т. 44, № 1. С. 38-44.
- Шеин А. Б. Коррозионно-электрохимическое поведение силицидов металлов триады железа в различных электролитах // Физикохимия поверхности и защита материалов. 2010. Т. 46, № 4. С.403-413.
- Кичигин В. И., Шеин А. Б. Электрохимическая импедансная спектроскопия анодных процессов на дисилициде кобальта в растворах серной кислоты // Физикохимия поверхности и защита материалов. 2011. Т. 47. № 2. С.218-224.
- Кичигин В. И., Шеин А. Б. Электрохимическая импедансная спектроскопия анодных процессов на Co2Si-электроде в растворах серной кислоты // Физикохимия поверхности и защита материалов. 2012. Т. 48. № 2. С.218-224.
- Кичигин В. И., Шеин А. Б. Анодное поведение силицидов кобальта в растворах гидроксида калия // Физикохимия поверхности и защита материалов. 2013. Т. 49. № 3. С.325-332.
- Пантелеева В. В., Шеин А. Б., Кичигин В. И. Импеданс NiSi-электрода в серной кислоте в области активного анодного растворения// Физикохимия поверхности и защита материалов. 2013. Т. 49. № 5. С.533-539.
- Плотникова М. Д., Шеин А. Б. Защита от коррозии ингибиторами «ФЛЭК» малоуглеродистой стали в кислых средах // Коррозия: материалы, защита. 2013. № 6. С. 33-39.
- Kichigin V.I., Shein A.B. Diagnostic criteria for hydrogen evolution mechanisms in electrochemical impedance spectroscopy // Electrochimica Acta. 2014. V.138. P.325-333.
- Panteleeva V.V., Shein A.B., Kichigin V.I. Impedance of NiSi electrode in sulfuric-acid solution in the active-passive transition range // Protection of Metals and Physical Chemistry of Surfaces. 2014. V.50. N4. P.466-471.
- Panteleeva V.V., Shein A.B., Kichigin V.I. Impedance of NiSi electrode in sulfuric-acid solution in the region of passive and transpassive states // Protection of Metals and Physical Chemistry of Surfaces. 2014. V.50. N6. P.809-816.
- Panteleeva V.V., Shein A.B. Growth of anodic oxide films on iron-triad metal monosilicides in sulfuric acid electrolyte // Russian Journal of Electrochemistry. 2014. V.50. N 11. P.1036-1043.
- Kichigin V.I., Shein A.B. Kinetics and mechanism of hydrogen evolution reaction on cobalt silicides in alkaline solutions // Electrochimica Acta. 2015. V.164. P.260-266.
- Kichigin V.I., Shein A.B. Influence of hydrogen absorption on the potential dependence of the Faradaic impedance parameters of hydrogen evolution reaction // Electrochimica Acta. 2016. V.201. P.233-239.
- Кичигин В.И., Шеин А.Б., Шамсутдинов А.Ш. Кинетика катодного выделения водорода на моносилициде железа в кислых и щелочных средах // Конденсированные среды и межфазные границы. 2016. Т.18. №3. С. 326-337.
- Окунева Т.Г., Пантелеева В.В., Шеин А.Б. Анодные процессы на Mn5Si3-электроде в кислых средах // Конденсированные среды и межфазные границы. 2016. Т.18. №3. С. 383-393.
- Шамсутдинов А.Ш., Шеин А.Б. Катодное выделение водорода на моносилициде кобальта в растворах серной кислоты // Известия ВУЗОВ. Химия и химическая технология. 2016. Т.59. №11. С. 63-69.
- Кичигин В.И., Шеин А.Б., Шамсутдинов А.Ш. Кинетика реакции выделения водорода на моносилициде никеля в кислом и щелочном растворах // Конденсированные среды и межфазные границы. 2017. Т.19. №2. С. 222-231.
- Пантелеева В.В., Шеин А.Б., Кичигин В.И. Импеданс анодных процессов на силицидах металлов триады железа в кислых и щелочных средах // Коррозия: материалы, защита. 2017. №6. С.1-10.
- Меньшиков И.А., Шеин А.Б., Лукьянова Н.В. Исследование адсорбционных свойств ингибиторов коррозии СолИнг в соляной кислоте методом спектроскопии импеданса // Коррозия: материалы, защита. 2017. №7. С.29-34.
- Кичигин В.И., Шеин А.Б. Влияние анодирования на кинетику выделения водорода на силицидах кобальта в растворе серной кислоты // Конденсированные среды и межфазные границы. 2017. Т.19. №3. С. 359-367.
- Шамсутдинов А.Ш., Шеин А.Б. Катодное выделение водорода на моносилициде кобальта в растворе гидроксида калия // Известия ВУЗОВ. Химия и химическая технология. 2017. Т. 60. № 10. С. 9-15.
- Кичигин В.И., Шеин А.Б. Кинетика катодного процесса выделения водорода на дисилициде кобальта, анодно окисленном в 0,5 М H2SO4 при высоких анодных потенциалах // Конденсированные среды и межфазные границы. 2018. Т.20. №2. С. 222-230.
- Шеин А.Б., Мельникова А.В., Кичигин В.И. Изучение ингибирующего действия композиций серии СОНКОР при сероводородной коррозии углеродистой стали методом импедансной спектроскопии // Коррозия: материалы, защита. 2018. №6. С.4-11.
- Меньшиков И.А., Шеин А.Б. Защитные свойства ингибиторов серии «СолИнг» в кислых сероводородсодерожащих средах // Известия ВУЗОВ. Химия и химическая технология. 2018. Т. 61. № 7. С. 91-98.
- Пантелеева В.В., Шеин А.Б. Анодные процессы на пассивных NiSi-, FeSi- и CoSi-электродах в сернокислом фторидсодержащем электролите // Коррозия: материалы, защита. 2018. №7. С.1-10.
- Kichigin V.I., Shein A.B. An electrochemical study of the hydrogen evolution reaction at YNi2Ge2 and LaNi2Ge2 electrodes in alkaline solution // Journal of Electroanalytical Chemistry. 2018. V. 830-831. P.72-79.

## Награды
- Почетный работник высшего профессионального образования РФ, 2011.
- Почетная грамота Министерства образования и науки РФ, 2006.
- Заслуженный деятель образования и науки РАЕ, 2009.
- Нагрудный знак «Основатель научной школы», 2009.
- Нагрудный знак и сертификат «Золотая кафедра России», 2009.
- Медаль им. В. И. Вернадского за вклад в развитие науки, 2009.
- Медаль им. А. Нобеля за вклад в развитие изобретательства, 2010.
- Медаль им. А. А. Фридмана «За фундаментальные разработки и перспективные исследования», 2011.
- Орден «Labore et Scientia — Трудом и знанием» Европейского научно-промышленного консорциума, 2013.
- Лауреат Премии Пермского края 1 степени в области химии и наук о материалах, 2015.